# Free Rein
Free Rein, também conhecido como Zoe e Raven no Brasil ou À Rédea Solta em Portugal, é uma série de televisão britânica, escrita por Vicki Lutas e Anna McCleery. A série com dez episódios, estreou na Netflix em 23 de junho de 2017. O show é produzido no Reino Unido pela Lime Pictures. A série foi renovada, e sua segunda temporada com mais dez episódios estreou em 6 de julho de 2018. A terceira temporada foi confirmada, junto com dois episódios especiais.
A série é estrelada por Jaylen Barron, Freddy Carter, Bruce Herbelin-Earle, Céline Buckens, Carla Woodcock, Kerry Ingram, Manpreet Bambra e Navia Robinson.

## Enredo
Uma jovem de 15 anos chamada Zoe, e sua irmã mais nova passam as férias de verão em uma ilha da Inglaterra, onde ela desenvolve uma relação especial com um cavalo misterioso, chamado Raven.

## Elenco

### Principal
| Ator/Atriz           | Personagem                         | Temporada | Temporada | Temporada |
| Ator/Atriz           | Personagem                         | 1ª        | 2ª        | 3ª        |
| -------------------- | ---------------------------------- | --------- | --------- | --------- |
| Jaylen Barron        | Zoe Phillips                       |           |           |           |
| Bruce Herbelin-Earle | Marcus Greenbridge                 |           |           |           |
| Freddy Carter        | Peter Hawthorne (Pin)              |           |           |           |
| Céline Buckens       | Amelia MacDonald (Mia)             |           |           |           |
| Carla Woodcock       | Susie                              |           |           |           |
| Kerry Ingram         | Rebecca Lavinia Sidebottom (Becky) |           |           |           |
| Manpreet Bambra      | Jade                               |           |           |           |
| Navia Robinson       | Rosie Phillips                     |           |           | —         |
| Billy Angel          | Benjamin Sidebottom (Ben)          |           |           | —         |
| Charlotte Jordan     | Gaby Grant                         | —         |           |           |

### Recorrente
| Ator/Atriz         | Personagem                       | Temporada | Temporada | Temporada |
| Ator/Atriz         | Personagem                       | 1ª        | 2ª        | 3ª        |
| ------------------ | -------------------------------- | --------- | --------- | --------- |
| Natalie Gumede     | Margaret Steel Phillips (Maggie) |           |           | —         |
| Geoffrey McGivern  | Francis Steel (Frank)            |           |           | —         |
| Noah Huntley       | Elliot MacDonald                 |           |           | —         |
| Holly Hayes        | Meredith Moore                   |           |           | —         |
| Caroline Ford      | Samantha Myers (Sam)             |           | —         | —         |
| Paul Luebke        | Derek Wrigley                    |           | —         | —         |
| Ryan Sands         | Huck Phillips                    |           | —         | —         |
| Milo Twomey        | Edward Hawthorne (Ted)           | —         |           | —         |
| Joe Ashman         | Callum                           | —         |           |           |
| Tom Forbes         | James                            | —         |           | —         |
| Martin Bobb-Semple | Alex                             | —         |           | —         |

## Episódios
| Temporada | Temporada | Episódios | Data de estréia     | Data do final       |
| --------- | --------- | --------- | ------------------- | ------------------- |
|           | 1         | 10        | 23 de junho de 2017 | 23 de junho de 2017 |
|           | 2         | 10        | 6 de julho de 2018  | 6 de julho de 2018  |

## Prêmios e Indicações
| Ano  | Prêmio              | Categoria                                       | Indicado  | Resultado |
| ---- | ------------------- | ----------------------------------------------- | --------- | --------- |
| 2018 | NAACP Image Awards  | Outstanding Children's Program                  | Free Rein | Indicado  |
| 2018 | Daytime Emmy Awards | Outstanding Children’s or Family Viewing Series | Free Rein | Venceu    |